# Rei de l'Aràbia Saudita
El rei de l'Aràbia Saudita és el cap d'Estat i monarca absolut del país. Fins a 1986 el tractament era el de Sa Majestat, any en què el rei Fahd va canviar-ho a Guardià dels Dos Sants Llocs.
El nom d'Aràbia Saudita remet a la família del fundador del país, Abd-al-Aziz ibn Saüd, membre dels Al Saüd, nissaga que des del Najd va conquerir aotomans i haiximites els territoris que acabarien formant l'actual Aràbia Saudita.

## Reis
| No. | Nom                                                                 | Imatge                        | Inici de regnat        | Fi de regnat          |
| --- | ------------------------------------------------------------------- | ----------------------------- | ---------------------- | --------------------- |
| 1.  | Abd-al-Aziz ibn Saüd (عبدالعزيز آل سعود)                            | Ibn Saüd de l'Aràbia Saudita  | 22 de setembre de 1932 | 9 de novembre de 1953 |
| 2.  | Saüd ibn Abd-al-Aziz (سعود بن عبد العزيز آل سعود)                   | Saüd de l'Aràbia Saudita      | 9 de novembre de 1953  | 2 de novembre de 1964 |
| 3.  | Fàysal ibn Abd-al-Aziz (فيصل بن عبدالعزيز آل سعود)                  | Fàysal de l'Aràbia Saudita    | 2 de novembre de 1964  | 25 de març de 1975    |
| 4.  | Khàlid ibn Abd-al-Aziz (خالد بن عبد العزيز آل سعود)                 | Khàlid de l'Aràbia Saudita    | 25 de març de 1975     | 13 de juny de 1982    |
| 5.  | Fahd ibn Abd-al-Aziz Al Saüd (فهد بن عبد العزيز آل سعود)            | Fahd de l'Aràbia Saudita      | 13 de juny de 1982     | 1 d'agost de 2005     |
| 6.  | Abd-Al·lah ibn Abd-al-Aziz Al Saüd (عبد الله بن عبد العزيز آل سعود) | Abdul·lah de l'Aràbia Saudita | 1 d'agost de 2005      | 23 de gener de 2015   |
| 7.  | Salman ibn Abd-al-Aziz Al Saüd (سلمان بن عبدالعزيز آل سعود)         | Salman de l'Aràbia Saudita    | 23 de gener de 2015    |                       |